# プロデュース (新潟県)
株式会社プロデュースは、新潟県長岡市に本社を置く塗布装置などの各種機械装置を開発、製造、販売していた企業である。

## 沿革
- 1992年6月 - 有限会社プロデュースを設立。
- 1996年4月 - 株式会社プロデュースに改組。
- 2005年12月 - ジャスダック上場。
- 2008年9月26日 - 民事再生手続開始の申立て実施。10月27日に上場廃止。
- 2009年1月16日 - 安川電機グループである株式会社ワイ・イー・データの100%子会社、株式会社ワイディー・メカトロソリューションズとの間で、事業の一部譲渡につき合意。
- 2009年3月5日 - 前社長で創業者の佐藤英児取締役・前専務の井上義則取締役・元取締役の高野博・五十嵐幸男の4名が，有価証券報告書に虚偽の記載をしたとして、さいたま地検特別刑事部に証券取引法（現・金融商品取引法）違反の容疑で逮捕される。
- 2009年6月5日 - 新潟地裁での債権者集会で会社側が提示した再生計画案が賛成多数で可決される。09年9月までに再生債権の23%、10年3月までにさらに23.32%の計46.32%を弁済する方針。同日地裁が認可。
- 2009年8月5日 - さいたま地裁は佐藤前社長に懲役3年、罰金1000万円（求刑・懲役5年、罰金1000万円）、前専務・井上義則に懲役2年6月、執行猶予4年（同・懲役3年）を言い渡した。佐藤被告は「執行猶予判決を求めたい」として即日控訴。
- 2017年12月8日  - 民事再生計画が終結。同時に法人格消滅。

## 所在地
- 本社・中央研究所 - 新潟県長岡市
- 長岡東事業所 - 新潟県長岡市
- 見附事業所 - 新潟県見附市
- 東京事業所 - 埼玉県入間市